# 青谷羽合道路
- 日本の道路 > 一般国道 > 国道9号 > 青谷羽合道路

青谷羽合道路（あおやはわいどうろ）は、鳥取県の鳥取市気高町八束水から東伯郡湯梨浜町はわい長瀬に至る延長17.0キロメートル (km) の高規格幹線道路（高速自動車国道に並行する一般国道自動車専用道路〈A'路線〉）である。
このうち、鳥取県鳥取市青谷町青谷から東伯郡湯梨浜町はわい長瀬に至る延長13.8 kmが山陰自動車道に並行する国道9号の自動車専用道路として整備された。一方、残りの2.4 kmはアクセス道で、自動車専用道路ではなく一般道路として開通している。
自動車専用道路区間の高速道路ナンバリングによる路線番号は、「E9」が割り振られている。

## 通過市町村
- 鳥取県
  - 鳥取市 - 東伯郡湯梨浜町

## アクセス道路
- 上側が起点側、下側が終点側。左側が上り側、右側が下り側。

| 交差する道路                    | 交差する道路          | 交差する場所 | 起点から (km) | キロポスト (km) |
| ------------------------------- | --------------------- | ------------ | ------------- | --------------- |
| 国道9号（京都・鳥取方面）       |                       |              |               |                 |
| 国道9号（米子・倉吉方面）       | 県道275号八束水勝見線 | 八束水交差点 | 0.0           | 228.4           |
| -                               | 県道280号俵原青谷線   | 青谷IC       | 2.4           | 230.8           |
| E9 山陰自動車道（青谷羽合道路） |                       |              |               |                 |

## インターチェンジ
- 施設名欄の背景色が■である部分は施設が供用されていない、または完成していないことを示す。

| IC番号                        | 施設名       | 接続路線名                                                            | 起点から (km) | キロポスト (km) | 所在地   |
| ----------------------------- | ------------ | --------------------------------------------------------------------- | ------------- | --------------- | -------- |
| E9 山陰自動車道（鳥取西道路） |              |                                                                       |               |                 |          |
| 5                             | 青谷IC       | 国道9号 青谷羽合道路（アクセス道） 京都・鳥取方面 県道280号俵原青谷線 | 0.0           | 233.5           | 鳥取市   |
| 6                             | 泊東郷IC     | 国道9号、県道22号倉吉青谷線                                           | 7.5           | 241.0           | 湯梨浜町 |
| -                             | 道の駅はわい | -                                                                     | 11.2          | 244.7           | 湯梨浜町 |
| 7                             | はわいIC     | 国道9号（北条バイパス：一般部）                                       | 13.8          | 247.3           | 湯梨浜町 |
| E9 山陰自動車道（北条道路）   |              |                                                                       |               |                 |          |

## 沿革
- 2003年（平成15年）3月21日 : 本線の青谷IC - はわいIC供用開始。
- 2005年（平成17年）
  - 11月10日 : 本線とアクセス道の接続に伴う青谷ICの改良工事に伴い、本線の青谷IC - 泊東郷ICが終日通行止めとなる。（- 11月30日）
  - 11月30日 : アクセス道の八束水交差点 - 青谷IC供用開始。同時に本線の青谷IC - 泊東郷IC供用再開。
- 2017年（平成29年）
  - 8月1日 : それまでの長瀬新川入口交差点を新川・浜入口交差点に改称。新川・浜入口交差点（鳥取県道320号羽合東伯線交点）の立体化工事に伴い、それまでの長瀬浜入口交差点の場所にオンランプ・オフランプを整備し、ICの通行形態を変更[1][2]。これに伴い、延長が0.6 km長くなった。
  - 11月15日 : 本線と鳥取西道路の接続に伴う青谷ICの改良工事に伴い、アクセス道の八束水交差点 - 青谷IC、本線の青谷IC - 泊東郷ICが終日通行止めとなる[3]。（- 11月30日）

## 最高速度
- 八束水交差点 - 青谷IC（アクセス道・一般道路） : 50 km/h
- 青谷IC - はわいIC（本線・自動車専用道路） : 70 km/h

## 主なトンネル
- 長尾トンネル (1,200 m) : アクセス道
- 泊トンネル (801 m) : 青谷IC - 泊東郷IC

## 交通量
平日24時間交通量（平成17年度道路交通センサス）
- 鳥取市青谷町青谷 : 12,608
- 東伯郡湯梨浜町石脇 : 12,608
- 東伯郡湯梨浜町宇谷 : 12,538